# Paradisul femeilor
Il paradiso delle signore, în română Paradisul femeilor, este un serial de televiziune italian. Este produs de RAI și este vag bazat pe romanul La paradisul femeilor de Emile Zola. Serialul se concentrează asupra vieților proprietarilor și lucrătorilor unui magazin din Milan în anii 1950-1960.

## Sezoane și episoade
Primul sezon a avut 20 de episoade și a fost transmis în premieră pe Rai 1 în perioada 8 decembrie 2015 - 26 ianuarie 2016.
Al doilea sezon a avut 20 de episoade și a fost transmis în premieră în perioada 11 septembrie - 7 noiembrie 2017.
Al treilea sezon a avut 180 de episoade și a fost transmis în perioada în 10 septembrie 2018 - 17 mai 2019.

## Coloană sonoră

### Sezonul I
1. Il paradiso delle signore
2. Tema paradiso
3. Un incontro romantico
4. La selezione
5. Un passaggio in auto
6. Il mondo di Teresa
7. Le ragazze del Paradiso
8. Il colloquio
9. Milano Swing
10. Ribot
11. Una nuova giornata
12. Un passato da dimenticare
13. Slogan
14. Pietro e Andreina
15. Intrighi e sospetti
16. La notte delle lucciole
17. La collezione invernale
18. Un altro bacio
19. I favolosi anni '50
20. Sentimentale
21. Arrivo a Milano
22. Il discorso di Pietro Mori
23. Un incontro romantico (Big Band Version)

### Sezonul II
1. Otto
2. Come una piuma
3. La piscina
4. Fifth Avenue
5. Broadway in Milano
6. Italian Doo-Wop
7. Slow Ballad Paradiso
8. Amorevoli disastri
9. Piccole rivoluzioni
10. Cosa ci sta succedendo?
11. Come una piuma (Versione orchestrale)
12. We Can Do It!
13. Non sono stato io (Versione orchestrale)
14. Incorreggibile
15. La cosa più importante
16. Il lato oscuro
17. Il gioco della verità
18. Non sono stato io (Verione elettronica)
19. Guai in vista
20. Più dell'aria che respiro
21. Strategie
22. Come una piuma (Versione piano solo)
23. La mia occasione
24. Misteri e segreti
25. Un torbido passato
26. Romantici equivoci
27. Mistero al Grand Hotel Minerva
28. Appassionatamente
29. My Honey Bee
30. Need No Money

## Distribuție
- Giuseppe Zeno: Pietro Mori
- Giusy Buscemi: Teresa Iorio
- Alessandro Tersigni: Vittorio Conti
- Christiane Filangieri: Clara Mantovani
- Lorena Cacciatore: Lucia Gritti
- Giulia Vecchio: Anna Imbriani
- Silvia Mazzieri: Silvana Maffeis
- Corrado Tedeschi: Carlo Mandelli
- Alice Torriani: Andreina Mandelli
- Helene Nardini: Marina Mandelli
- Andrea Pennacchi: Ezio Galli
- Riccardo Leonelli: Federico Cazzaniga
- Alessandro Averone: Bruno Jacobi
- Filippo Scarafia: Roberto Landi
- Claudia Vismara: Elsa Tadini
- Marco Bonini: Corrado Colombo
- Cristiano Caccamo: Quinto Reggiani
- Margherita Laterza: Monica Giuliani
- Valeria Fabrizi: contessa
- Antonio Milo: Giuseppe Iorio
- Alessia Giuliani: Francesca Iorio
- Fabrizio Ferracane: Vincenzo Iorio
- Andrea Arcangeli: Mario Iorio
- Giorgio Capitani: monsignor Razzi
- Francesca Valtorta: Valeria Craveri
- Paolo Bovani: Massimo
- Guenda Goria: Violetta
- Roberto Farnesi: Umberto Guarnieri
- Vanessa Gravina: Adelaide di Sant'Erasmo
- Gloria Radulescu: Marta Guarnieri
- Enrico Oetiker: Riccardo Guarnieri
- Francesco Maccarinelli: Luca Spinelli/Daniele Fonseca
- Giorgio Lupano: Luciano Cattaneo
- Marta Richeldi: Silvia Cattaneo
- Federica Girardello: Nicoletta Cattaneo
- Alessandro Fella: Federico Cattaneo
- Enrica Pintore: Clelia Calligaris/Clelia Bacchini
- Antonella Attili: Agnese Amato
- Giulio Maria Corso: Antonio Amato
- Neva Leoni: Concetta “Tina” Amato
- Emanuel Caserio: Salvatore “Salvo” Amato
- Giulia Petrungaro: Elena Montemurro
- Federica De Benedittis: Roberta Pellegrino
- Ilaria Rossi: Gabriella Rossi
- Francesca Del Fa: Irene Cipriani
- Giulia Arena: Ludovica Brancia Di Montalto
- Sara Ricci: Anita Marini
- Desirée Noferini: Lisa Conterno/Ada Manetti
- Luca Capuano: Sandro Recalcati
- Michele Cesari: Cesare Diamante
- Jgor Barbazza: Oscar Bacchini
- Gaia Messerklinger: Nora Vitali, in arte Lydia Stanton
- Gianluca Ferrato: Bernardo

## Legături externe
- Site web oficial